# 焦亚硫酸钠
焦亚硫酸钠，又称偏亞硫酸鈉、一缩二亚硫酸钠，化学式Na2S2O5，是一種無機化合物，可作為消毒劑、抗氧化劑及防腐劑。

## 性质
白色或微黄色结晶，溶于水，水溶液呈酸性。此外亦溶于甘油，微溶于乙醇。在空气中易被氧化为硫酸钠。受潮易分解，且熔点为150°C。与强酸发生化学反应，并生成二氧化硫及相应盐类。

## 制法
由碳酸钠溶液吸收二氧化硫，再经分离、干燥可制得。
{\displaystyle {\rm {\ Na_{2}CO_{3}+2SO_{2}+H_{2}O\rightarrow 2NaHSO_{3}+CO_{2}}}}
{\displaystyle {\rm {\ 2NaHSO_{3}\rightarrow Na_{2}S_{2}O_{5}+H_{2}O}}}

## 用途
- 医药工业：用于生产氯仿、苯丙砜和苯甲醛。橡胶工业用做凝固剂。
- 印染工业：用作棉布漂白后的脱氯剂、棉布煮炼剂。
- 制革工业：用于皮革处理，能使皮革柔软，丰满、坚韧，具有防水、抗折、耐磨等性能。
- 化学工业：用于生产羟基香草醛、盐酸羟胺等。
- 感光工业：用作显影剂等。
- 食品工业：用作防腐劑、抗氧化劑、麵粉改良劑。[2]

- 在從氯金酸（溶在王水中的金）中還原金的過程中會利用焦亞硫酸鈉

## 危害
雖然焦亚硫酸钠可用於食物的漂白跟防腐，但由於焦亚硫酸钠对人体有较大的损伤，所以其用量要嚴格限定。可是，仍然有些不法商户向食品中大量添加焦亚硫酸钠用来漂白，这会对使用者的健康产生损害。但是經過加工食品使用焦亚硫酸钠，只要經過浸泡洗淨使用50度C溫水浸泡2次，可以降低含硫量約92％。並不是所有食品是直接吃下肚，都需洗浸再食用。例如南北乾貨類。